# NGC 4395
إن جي سي 4395 مجرة حلزونية ذات سطوع سطحي منخفض (مركز المجرة صغير وخافت عندما ينظر إليه من الأرض) تقع مجرة إن جي سي 4395 في اتجاه كوكبة السلوقيان
على بعد 15 مليون سنة ضوئية عن النظام الشمسي ويبلغ قطرها 55000 سنة ضوئية اكتشفت في (2 يناير 1786) من قبل ويليام هيرشيل. يبلغ قطر هالة المجرة حوالي 8 ". ولديها العديد من المناطق الواسعة أكثر سطوعا توجد في الشمال الغربي إلى الجنوب الشرقي. والجزء الجنوب الشرقي الأبعد هو ألامع. ثلاثة من من مناطقها لها تسميتها الخاصة ومرقمة في الفهرس العام الجديد: 4401، 4400، و 4399 على التوالي من الشرق إلى الغرب. وهى عبارة عن مناطق هيدروجين ثنائي متأين لامعة 
نواة إن جي سي 4395 نشطة وتصنف المجرة بوصفها مجرة زايفرت. ومن الجدير بالذكر انها تحتوي على واحد من أصغر الثقوب السوداء الهائلة الثقب الأسود المركزي لديه كتلة «تعادل» 300000 كتلة شمسية. مما يجعل علماء الفلك يطلقون علية ثقب أسود متوسط الكتلة.

## معرض الصور
|  |  |